# Pseudonapomyza vernoniae
Pseudonapomyza vernoniae är en tvåvingeart som först beskrevs av Seguy 1951.  Pseudonapomyza vernoniae ingår i släktet Pseudonapomyza och familjen minerarflugor.
Artens utbredningsområde är Madagaskar. Inga underarter finns listade i Catalogue of Life.